# Аникст, Абрам Моисеевич
Абра́м Моисе́евич А́никст (настоящая фамилия — Гитерман; идиш אברהם מאיסייעוויטש אניקסט‎; 1887, Кишинёв, Бессарабская губерния, Российская Империя — 19 марта 1938, Москва, РСФСР, СССР) — участник российского революционного движения (анархист), партийный, профсоюзный и хозяйственный работник, экономист и теоретик в области научной организации производства.

## Биография
Родился в мае 1887 года в Кишинёве в семье каменщика Моисея Шмулевича Гитермана (1856—1929, родом из Леово) и его жены Ливши Абрамовны Гандельман (1860—1943); окончил четырёхклассное училище, занимался самообразованием. В революционном движении на юге России с 1904 года (посещал собрания кружков Бунда), в 1906—1907 годах — анархо-коммунист. Будучи приговорённым к 10 годам каторжных работ за подготовку взрывчатых материалов в Кишинёве, в 1907 году бежал за границу (в Черновицы), куда также переправились и его родители (мать провела 3 месяца в кишинёвской тюрьме в связи с использованием их дома в противозаконных целях). Вместе с ним по делу о «взрыве на Свечной» проходил и брат его будущей жены С. Г. Браверман, который впоследствии описал эти события в повести «Взрыв на Свечной» (1926).
Из Черновиц вместе с Ольгой Браверман (с которой вступил в брак в 1908 году) перебрался к её старшему брату во Франкфурт-на-Майне, оттуда в Париж, работал электромонтёром во «Всеобщей компании электричества». В конце 1909 года направлен на работу в кантон Сант-Галлен в Швейцарию, в 1910 году перебрался к родителям в Цюрих, где родился его первенец Исаак. Работал электромонтёром в Лозанне, с 1912 года вновь в Париже, потом в Женеве, всё это время на одну и ту же Всеобщую компанию электричества. Принимал участие в анархо-синдикалистском движении, член заграничной группы русских анархо-синдикалистов (партийный псевдоним — Рабочий Альфа, под этим именем сотрудничал в анархо-синдикалистском издании «Рабочее знамя»).
Вернулся в Россию в мае 1917 года в «пломбированном вагоне» с женой и двумя детьми. Оставаясь беспартийным сотрудничал с большевиками, работал на Русское общество Всеобщей компании электричества в Харькове, был председателем Павлоградского уездного Совета рабочих депутатов в Екатеринославской губернии.
В 1918 году переехал в Петроград, вступил в РКП(б). В 1919—1922 годах был членом коллегии и заместителем наркома труда РСФСР, а в 1920 году одновременно исполнял обязанности заместителя председателя Главного комитета по всеобщей трудовой повинности. Участвовал в обсуждении ввоза иностранных рабочих в Россию: 8 июня 1920 года на заседании СНК внёс проект постановления «О порядке переселения рабочих из-за границы» (Малый Совнарком 9 июня 1920 года выделил на эти цели 350 млн рублей).
В 1922—1923 годах — заместитель председателя Уральского областного экономсовета; в 1923—1925 годах — нарком труда Украины, работник ЦК союза горнорабочих и ЦК союза строителей. С конца 1925 года работал в Госплане РСФСР, входил в его президиум, в последние годы жизни — заместитель председателя. На протяжении 1920-х годов регулярно публиковался в журнале «Вопросы труда».
Жил в Москве, где был арестован 2 ноября 1937 года, приговорён к высшей мере наказания 19 марта 1938 года и в тот же день расстрелян.

## Научная работа
А. М. Аникст — автор ряда статей и книг по экономической статистике рынка труда в СССР, безработице и научной организации труда (НОТ), в том числе «Биржи труда и социализм» (1919), «Организация рабочей силы» (Москва, 1920), «Организация распределения рабочей силы» (1920), «Организация рынка труда за два года Советской власти» (1920), «Этапы развития Народного Комиссариата труда» (Москва, 1923), «Рынок труда в России» (1923), «Рабочая сила» (Москва, 1929), «Как Советская власть борется с безработицей» (1929), «Культурное строительство в пятилетке» (1930), а также «Воспоминания о В. И. Ленине» (Москва, 1933, и на идише — Минск, 1933).

## Семья
- Жена — Ольга Григорьевна Аникст (1886—1959) — организатор профобразования в РСФСР, основатель и первый ректор Московского института новых (иностранных) языков (нынешний Московский государственный лингвистический университет).
  - Сын — Александр (Исаак) Абрамович Аникст (1910—1988) — литературовед, театровед, доктор искусствоведения. Автор многочисленных трудов по истории английской литературы, редактор и составитель многотомных собраний сочинений Шекспира и Бернарда Шоу, автор пятитомной «Истории учений о драме» (1967—1988).
    - Внук — Михаил Александрович Аникст (p. 20 ноября 1938, Москва) — российский и британский (с 1990 года) книжный дизайнер и график, искусствовед, академик Академии графического дизайна.

  - Дочь — Ада (Адель) Абрамовна Аникст (1915—2002) — инженер, директор лаборатории физико-механических испытаний свердловского завода пластмасс.
  - Сын — Дмитрий Абрамович Аникст (1927—2008) — геодезист, изобретатель в области геодезии и картографии, разработчик серии высокоточных советских теодолитов (в том числе астрономического теодолита ТА-05 для прицеливания космических аппаратов), ведущий конструктор московского ЦНИИ геодезии, аэрофотосъёмки и картографии, автор 5 монографий, в том числе «Высокоточные теодолиты» (1978), «Оптические системы геодезических приборов» (1981), «Высокоточные угловые измерения» (1987).
- Брат — Юлий Моисеевич Лисс (первоначальное имя Йойл Моисеевич Гитерман, подпольная кличка Юлис; 4 (17) октября 1891, Кишинёв — 5 февраля 1956, Клин) — анархо-синдикалист, участник Первой мировой и Гражданской войн, хозяйственный деятель (в том числе — заместитель начальника политотдела 41-й дивизии 14-й армии, ответственный секретарь Уральского бюро ВЦСПС, заведующий орготделом Профинтернационала, председатель Смоленского губпрофсовета, заместитель председателя правления Союзкино, заместитель начальника Центрального управления соцстраха, начальник Якутского управления Главсевморпути); репрессирован в 1937 году.[12][13]

## Книги
- Биржи труда и социализм. Москва: Издательство Народного комиссариата труда (НКТ), 1919.
- Организация рабочей силы в 1920 году. Наркомтруд и Главкомтруд. Москва: Издательство агитационно-издательского отдела ГКТ и НКТ, 1920.
- Организация распределения рабочей силы. Статьи и доклады за 1918—1920 гг. Москва: НКТ, 1920.
- Организация рынка труда за два года Советской власти (Краткий очерк). Москва: НКТ, 1920 (на немецком языке — Organisation des Arbeitsmarktes in den ersten zwei Jahren der Sowjetherrschaft. В серии «Kleine Bibliothek der russischen Korrespondenz». Берлин: Seehof, 1920).
- Обзор деятельности Наркомтруда за 1921 г. (К IV сессии ВЦИК). Москва: НКТ, 1921.
- Этапы развития Народного Комиссариата труда (От Первого к Четвёртому Всероссийскому съезду отделов труда). Москва, 1923[14].
- Рынок труда в России (за период 1922—23 гг.). Москва, 1923.
- Как Советская власть борется с безработицей. Москва—Петроград: Вестник Труда, 1929.
- Воспоминания о Владимире Ильиче. Институт Маркса-Ленина-Энгельса при ЦК ВКП(б). Москва: Партиздат, 1933.
- זכרונות װעגן װלאַדימיר איליטשן (зихройнэс вэйгн Владимир Ильичн — воспоминания о Владимире Ильиче, на идише). Минск: Партей-фарлаг, 1933.[15]